# Trijueque
Trijueque ist ein zentralspanischer Ort und eine Gemeinde (municipio) mit 1.626 Einwohnern (Stand: 2024) in der Provinz Guadalajara in der Autonomen Region Kastilien-La Mancha. Die Gemeinde gehört zur dünnbesiedelten Region der Serranía Celtibérica.

## Lage und Klima
Der knapp 1000 m hoch gelegene Ort Trijueque liegt auf der Westseite des Iberischen Gebirges. Die Provinzhauptstadt Guadalajara ist ca. 23 km (Fahrtstrecke) in südwestlicher Richtung entfernt. Das Klima im Winter ist gemäßigt, im Sommer dagegen warm bis heiß; die eher geringen Niederschlagsmengen (ca. 475 mm/Jahr) fallen – mit Ausnahme der nahezu regenlosen Sommermonate – verteilt übers ganze Jahr.

## Bevölkerungsentwicklung
| Jahr      | 1857 | 1900 | 1950 | 2000 | 2019  |
| Einwohner | 789  | 690  | 533  | 465  | 1.201 |

Aufgrund der Mechanisierung der Landwirtschaft, der Aufgabe bäuerlicher Kleinbetriebe und des daraus resultierenden Verlusts von Arbeitsplätzen wäre die Einwohnerzahl der Gemeinde seit der Mitte des 20. Jahrhunderts stark rückläufig (Landflucht), wäre nicht im Jahr 1990 der erste Abschnitt der unmittelbar am Ort vorbeiführenden Autovía A-2 (Madrid-Saragossa) eröffnet worden; in der Folge siedelten sich mehrere Firmen an und schufen neue Arbeitsplätze.

## Wirtschaft
Ackerbau war in der zwar größtenteils flachen, aber trockenen Landschaft nur eingeschränkt möglich; man widmete sich deshalb vorrangig der Anpflanzung von Wein und Olivenbäumen, die das Landschaftsbild bestimmen.

## Geschichte
Die Ursprünge des Ortes liegen im Dunkeln; keltisch-iberische römische, westgotische und selbst maurische Spuren fehlen. Möglicherweise entstand der Ort erst in der Phase der Wiederbesiedlung (repoblación) nach der Rückeroberung (reconquista) der Gebiete südlich des Duero in den Jahren zwischen 1031 und 1085. Alfons VI. von León gliederte den Ort in die Comúnidad de la Villa y Tierra de Hita ein. Um die Mitte des 15. Jahrhunderts gehörte der Ort zur Grundherrschaft (señorio) von Iñigo López de Mendoza aus dem Haus Mendoza, die bis zur Abschaffung aller Grundherrschaften in der ersten Hälfte des 19. Jahrhunderts andauerte.

## Sehenswürdigkeiten
- Wichtigste Sehenswürdigkeit des Ortes ist die Plaza Mayor mit dem Rathaus (ayuntamiento), einem Bau aus dem 16. Jahrhundert mit den steinernen Wappenschilden des Hauses Mendoza und der spanischen Krone.
- Die am westlichen Ortsrand stehende, im 16. Jahrhundert aus Bruchsteinen (mampostería) erbaute, aber größtenteils schon vor langer Zeit  eingestürzte Iglesia de la Asunción hat ein eher schlichtes Südportal im Stil der Renaissance.
- Ein ca. 15 m hoher Turm (torreon) war Teil der Stadtbefestigung. Der ca. 2,50 m hoch gelegene Eingang war nur über eine Leiter zu erreichen.

Umgebung
- Die auf der anderen Autobahnseite befindliche Ermita de Soledad aus dem 17. Jahrhundert hat ein zweigeteiltes Portal.
- In den Weinfeldern stehen noch mehrere Feldsteinhütten als Unterstände der Feldwächter.

## Persönlichkeiten
- Miguel López de la Serna, Franziskaner, von 1486 bis 1490 Bischof der Kanarischen Inseln